# Arte pop

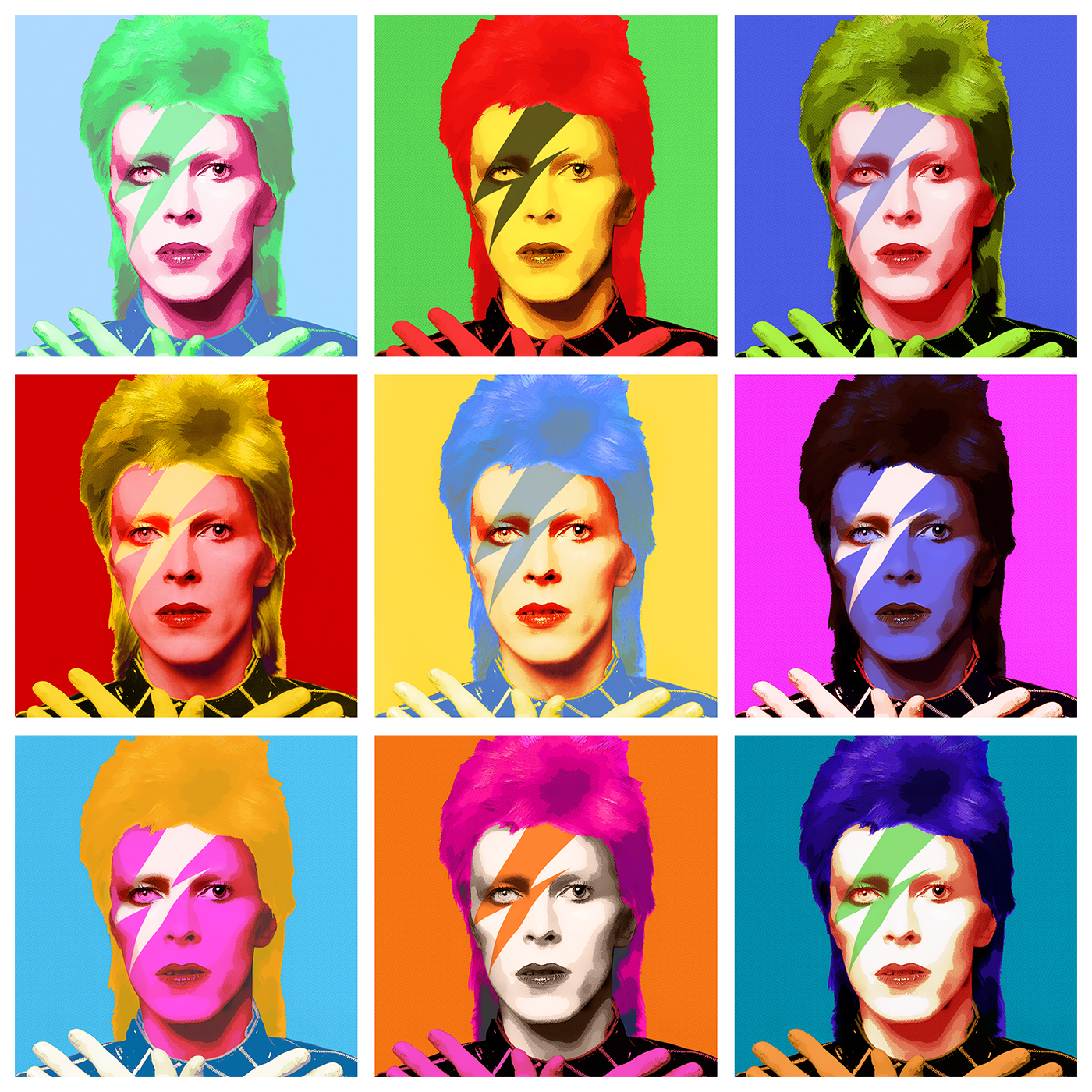
Un ejemplo de arte pop, en el que se utiliza la cara del músico David Bowie, hecha por Gil Zetbase.

El arte pop es un movimiento artístico surgido en Reino Unido y Estados Unidos a mediados del siglo XX, inspirado en la estética de la vida cotidiana y los bienes de consumo de la época, tales como anuncios publicitarios, comic books, objetos culturales «mundanos» y del mundo del cine. El arte pop, como la música electrónica, presenta una forma de ver y tratar el arte, más global y social, no para pocos (clasista), sino para todos (errónea), al utilizar imágenes populares en oposición a la cultura elitista existente en las Bellas Artes, separándolas de su contexto y aislándolas o combinándolas con otras, además de resaltar el aspecto banal o kitsch de algún elemento cultural, a menudo a través del uso de la ironía.
El arte pop es considerado un arte moderno, junto con el minimalismo y por lo tanto precursores del arte postmoderno, aunque incluso se les llega a considerar como los ejemplos más tempranos de este.

## Introducción
El arte pop es comúnmente interpretado como una reacción a los entonces dominantes ideales del expresionismo abstracto. De cualquier forma, el arte pop también es la continuación de ciertos aspectos del expresionismo abstracto, tal como la creencia en las posibilidades de hacer arte, sobre todo en obras de grandes proporciones. Del mismo modo, el arte pop era una extensión como un repudio del dadaísmo. Mientras que el arte pop y el dadaísmo exploraban los mismos sujetos, el arte pop reemplazaba los impulsos destructivos, satíricos y anárquicos del movimiento Dada. Entre los artistas considerados como precursores del movimiento pop están Marcel Duchamp, Kurt Schwitters, Man Ray, Max Ernst y Jean Arp.
El movimiento como tal surgió a mediados de los años 1950 en el Reino Unido y a principios de los años 1960 en los Estados Unidos. con diferentes motivaciones. En Estados Unidos marcó el regreso del dibujo del tipo Hard edge (traducido como «dibujo de contornos nítidos») y del arte representacional como una respuesta de los artistas al utilizar la realidad mundana e impersonal, la ironía y la parodia para contrarrestar el simbolismo personal del expresionismo abstracto. En contraste, el origen en la Bretaña de la posguerra, aunque también utilizaba la ironía y la parodia, era más académico y se enfocaba en la imaginería dinámica y paradójica de la cultura popular estadounidense, la cual estaba formada por un conjunto de mecanismos fuertes y manipuladores que estaban afectando los patrones de la vida, mientras mejoraban la prosperidad de la sociedad. El arte pop temprano de Inglaterra se puede considerar entonces como una serie de ideas alimentadas por la cultura popular estadounidense vista desde lejos, mientras que los artistas estadounidenses estaban comprometidos con los derechos civiles, por la participación y por protestar en contra de la guerra de Vietnam; estos mismos rechazaban el consumismo y los valores conservadores. Muchos artistas adoptaron técnicas mecánicas de imprenta para reflejar el mundo contemporáneo y distribuir su arte en masa.
La mayoría de las obras de este estilo son consideradas incongruentes debido a que las prácticas conceptuales que generalmente son utilizadas hacen que sean de una difícil comprensión. El concepto del Arte Pop no hace tanto énfasis al arte en sí, sino a las actitudes que lo conducen.

El pop art desea, sin ilusión alguna, hacer que las cosas hablen por sí mismas
Andy Warhol

## Características

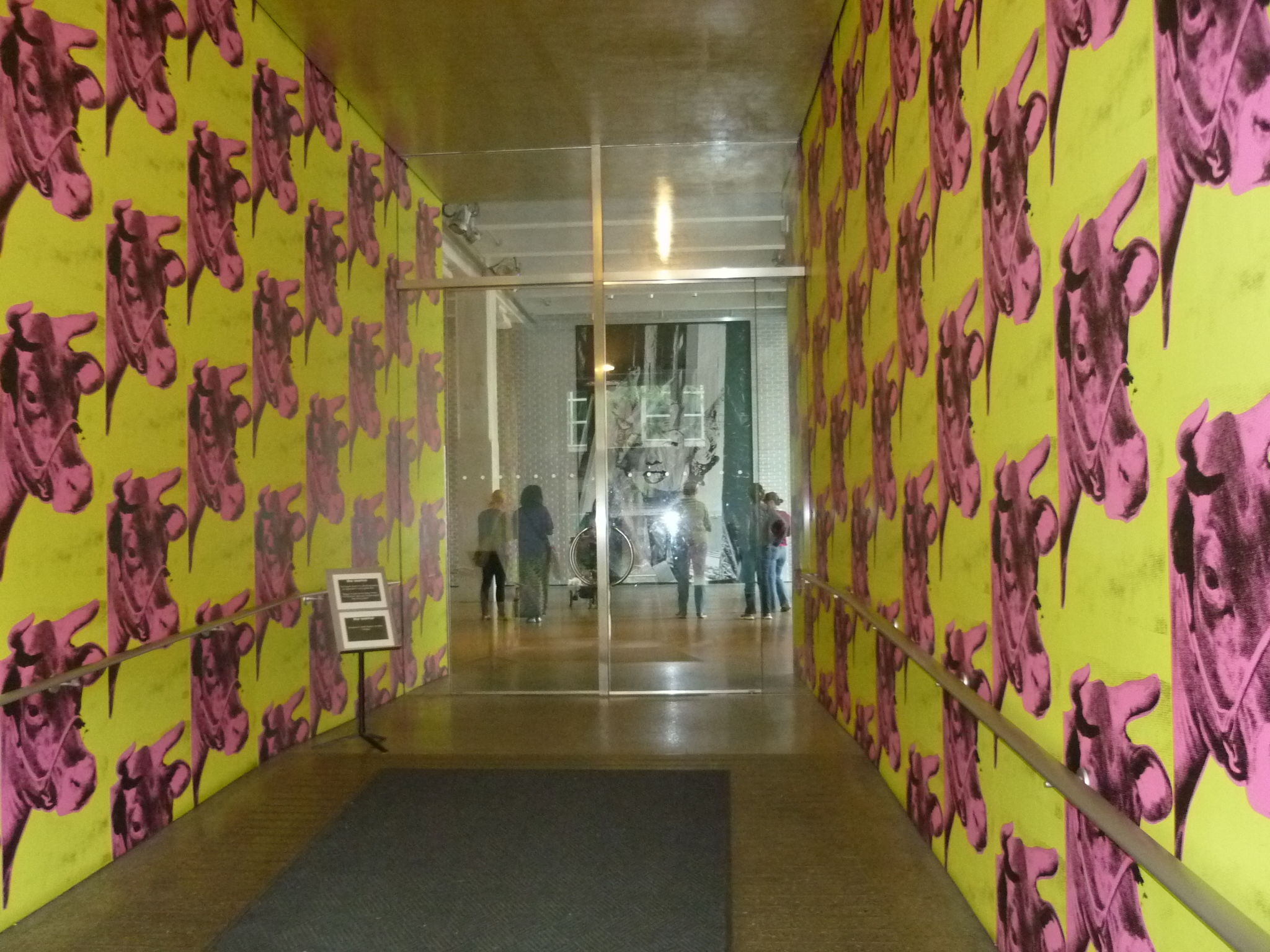
Obra de Andy Warhol

El movimiento urbano que constituye el arte pop, al contrario que el expresionismo abstracto, pretende unir arte y vida mediante el enfriamiento de las emociones. Tiene el propósito de reflejar la superficialidad de los elementos de la cultura de masas en sus obras, es decir, toma productos de consumo accesibles para todos y los representa. Con esto se destaca la inexpresión y la impersonalidad del objeto, alejándose de cualquier tipo de subjetividad del artista.
Por otro lado, la repetición es una característica que abunda en este movimiento ya que en los medios de comunicación se usa como método tanto como para crear iconos como para anestesiar a la sociedad sobre problemas graves. Por lo tanto, en este punto de la historia del arte, el arte ya no imita la vida, sino que es la vida que imita el arte o la imagen.

## Arte pop y publicidad
La publicidad se ha nutrido del arte y sus diversas técnicas de impresión para la producción de la imagen publicitaria favoreciendo así la integración con el medio urbano y configurar parte del imaginario colectivo. Por su parte la relación inversa puede ser vista desde la multiplicación de la imagen comercial (como en la serie de las sopas Campbell) como un intercambio de la publicidad con el arte, desde donde se discute el comercialismo como una afrenta directa a la técnica y filosofía del expresionismo abstracto a lo relativo a la democratización de productos y del arte hasta la implantación de un discurso del régimen fordista de producción.
Como parte de la socialización o acercamiento del arte a la sociedad el arte pop proyecta y usa técnicas de diseño que implican una cultura visual y cuyo fenómeno extendido es la apropiación de obras de arte, en una función educomunicativa, al no dejar de ser educativas a la sociedad a pesar de ese ámbito puramente comercial.

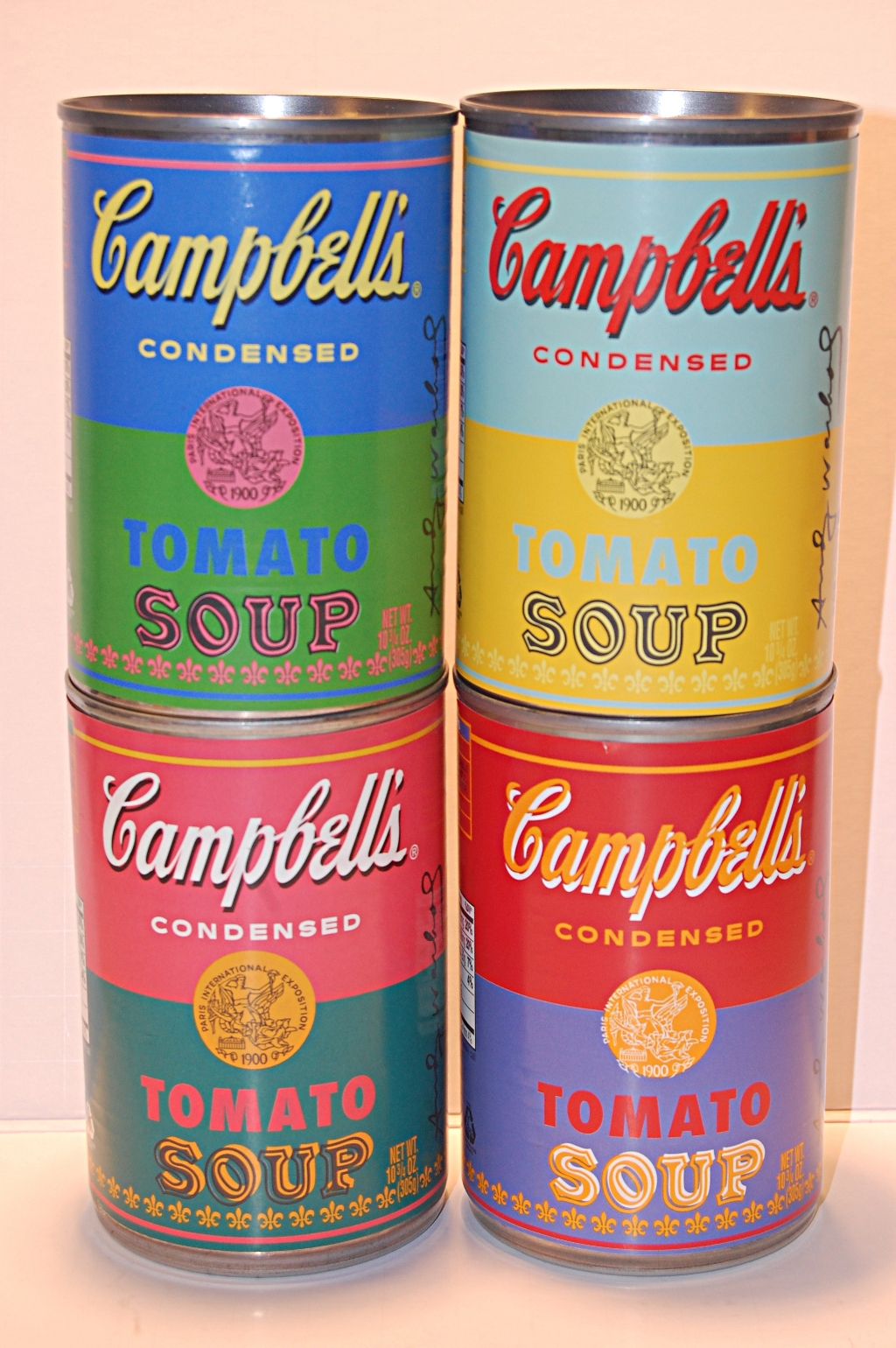
Las cuatro latas de Sopa de tomate Campbell del 50.º aniversario "Art Of Soup" con un autógrafo facsímil de Andy Warhol, un retrato y una cita de él. Las latas conmemorativas se lanzaron el 2012-09-02 en Target Stores. Contienen sopa de tomate real.

## En el Reino Unido: el Grupo Independiente
El Grupo Independiente, fundado en Londres en 1952, es reconocido como el precursor del movimiento artístico pop. Eran un grupo de jóvenes pintores, escultores, arquitectos, escritores y críticos que desafiaban la visión modernista de la cultura así como la perspectiva tradicional de ver las Bellas artes. Las discusiones del grupo se centraban en la cultura popular y la implicación de la aparición de dichos elementos de comerciales, películas, tiras cómicas, ciencia ficción y la tecnología. Durante la primera reunión del Grupo Independiente en 1952, el cofundador, artista y escultor Eduardo Paolozzi presentó una lectura utilizando una serie de collages titulado Bunk!, el cual había ensamblado durante su estancia en París entre 1947 y 1949. El material consistía en «objetos encontrados» tales como anuncios, personajes de tiras cómicas, portadas de revistas y material gráfico que representaba la cultura estadounidense. Una de las imágenes utilizada en dicha presentación fue un collage de 1947 de Paolozzi titulado I was a Rich Man's Plaything, el cual incluye la primera vez en que se utilizó la palabra “pop que aparecía en una nube de humo que emergía de un revólver. Después de dicha presentación, el Grupo Independiente se enfocó principalmente en el uso de imágenes de la cultura estadounidense, principalmente aquellas que aparecían en los medios de comunicación masivos.
El término arte pop fue acuñado finalmente por John McHale en 1954 con la finalidad de describir el movimiento. Este fue utilizado en las discusiones del Grupo Independiente durante su segunda sesión realizada en 1955 y la primera aparición de dicho término en una publicación impresa tuvo lugar en 1956, en un artículo publicado en Arc por parte de los miembros del Grupo Alison y Peter Smithson. sin embargo el término generalmente es acreditado al crítico y curador británico Lawrence Alloway, quien en un ensayo titulado The Arts and the Mass Media (las artes y los medios masivos) de 1958 utilizó el término «popular mass culture» (cultura popular de las masas).

## En Estados Unidos
Aunque el movimiento comenzó a finales de 1950, el arte pop en Estados Unidos tuvo su mayor impulso durante la década de 1960. En ese momento, la publicidad estadounidense había adoptado muchos elementos e inflexiones del arte moderno y funcionaban a un nivel muy sofisticado. En consecuencia, los artistas de Estados Unidos tenían que buscar más profundo para los estilos dramáticos que se distancian del arte de los materiales bien diseñados e inteligentemente comerciales; por lo que los británicos consideraban a las imágenes de la cultura popular estadounidense desde una perspectiva un tanto alejada, sus puntos de vista se corresponden a menudo con lo romántico y connotaciones sentimentales o humorísticas. Por el contrario, los artistas de Estados Unidos siendo bombardeados a diario con la diversidad de las imágenes producidas en masa, producen en general un trabajo más audaz y agresivo. Dos pintores de gran importancia para la creación del lenguaje utilizado por el pop estadounidense son Jasper Johns y Robert Rauschenberg. Las pinturas de Rauschenberg tienen relación con los trabajos anteriores de Kurt Schwitters y otros dadaístas, y demuestran una preocupación por las cuestiones sociales del momento. Su método consistía en crear arte con materiales efímeros, con los que representaba acontecimientos de actualidad con los que los estadounidenses convivían día a día, lo que dotó a sus obras de una calidad única. El trabajo de Johns y Rauschenberg de la década de 1950 está clasificado como neo-dada, y es visualmente distinto del clásico Arte pop norteamericana que comenzó en la década de 1960. De igual importancia para el arte pop es Roy Lichtenstein. Su trabajo probablemente define la premisa básica del arte pop mejor que cualquier otro a través de la parodia. Selección de la tira cómica antigua como la materia, Lichtenstein produce un duro filo, la composición precisa que los documentos, mientras que las parodias de una manera suave. Las pinturas de Lichtenstein, como las de Andy Warhol, Tom Wesselmann y otros, comparten un vínculo directo a la imagen habitual de la cultura popular estadounidense, sino también tratar el tema de una manera impersonal, ilustrando claramente la idealización de la producción en masa. Andy Warhol es probablemente la figura más famosa del arte pop. Warhol intentó tomar Pop más allá de un estilo artístico a un estilo de vida y su obra a menudo se muestra la falta de afectación humana que prescinde de la ironía y la parodia de muchos de sus compañeros.

## En España
En España, el arte pop se asocia con la "nueva figuración", que surgió de la crisis del informalismo. Eduardo Arroyo puede incluirse en el arte pop por su interés por el medio ambiente, su crítica de la cultura de los medios que incorpora iconos tanto de los medios de comunicación de masas como de la historia de la pintura, así como por su desprecio por los estilos artísticos establecidos. Alfredo Alcaín puede ser considerado uno de los artistas "pop" más auténticos de España por el uso de imágenes populares y de espacios vacíos en sus composiciones. El Equipo Crónica, formado por los artistas Manolo Valdés y Rafael Solbes en Valencia entre 1964 y 1981, también se encuentra en la categoría del arte pop por el uso de los cómics e imágenes publicitarias, y la simplificación de las imágenes y composiciones fotográficas. El cineasta Pedro Almodóvar, quien surgió de la subcultura de la Movida madrileña de los años 1980, realizó películas de arte pop de bajo presupuesto super-8 y fue llamado el "Andy Warhol de España" por la prensa. En el libro Almodóvar en Almodóvar, el cineasta afirmó que la película Funny Face de 1950 fue una inspiración central en su obra. Una característica "pop" en las obras cinematográficas de Almodóvar es que siempre produce e incluye un anuncio falso en una las escenas.

## En Italia
En Italia, el arte pop fue conocido desde 1964 y tomó diferentes formas, como la Scuola di Piazza del Popolo en Roma, con artistas como Mario Schifano, Franco Angeli, Giosetta Fioroni, Tano Festa y también algunas piezas de arte de Piero Manzoni y Mimmo Rotella.
El pop art italiano se gestó con la cultura de los años 1950, con los trabajos de dos artistas en particular: Enrico Baj y Mimmo Rotella, considerados los líderes del movimiento. De hecho, fue entre los años 1958 y 59 que Baj y Rotella abandonaron sus anteriores carreras —las cuales podrían ser definidas en general como un género no representativo a pesar de pasar por el post-Dadaísmo— para catapultarse hacia el mundo de las imágenes y reflejos que estaban brotando a su alrededor. Los pósteres de Mimmo Rotella consiguieron un gusto más figurativo, a menudo explícitamente e intencionalmente refiriéndose a los grandes íconos de la época. Las composiciones de Enrico Baj estuvieron inmersas en el kitsch contemporáneo, lo que terminaría siendo una mina de oro de imágenes y un estímulo para toda una generación de artistas.
La novedad se apoya en el nuevo panorama visual, tanto dentro de cuatro paredes como fuera: automóviles, señales de tránsito, televisión, todo el "nuevo mundo". Todo puede pertenecer al mundo del arte, el cual es nuevo en sí mismo. Desde ese punto de vista, el arte pop italiano toma el mismo camino ideológico que la escena internacional; lo único que cambia es la iconografía y en algunos casos,
la presencia de una actitud más crítica. Incluso en este caso, los prototipos pueden ser hallados originialmente en Rotella y Baj, ambos lejos de ser neutrales en su relación con la sociedad. Sin embargo este no es un elemento exclusivo; hay una larga lista de artistas, desde Gianni Ruffi hasta Roberto Barni, desde Silvio Pasotti hasta Umberto Bignardi y Claudio Cintoli que tratan la realidad como un juguete, como una vidriera de donde sacar material con desencanto y frivolidad, cuestionando los modelos lingüísticos tradicionales con un renovado espíritu de diversión al estilo Aldo Palazzeschi.

## En Japón
El arte pop en Japón es único e identificable como el japonés, debido a las materias regulares y estilos. En 1965 muchos artistas pop japoneses se inspiran en gran parte del anime y el manga, y en ocasiones ukiyo-e y el arte tradicional japonés. El artista más conocido del pop en la actualidad en Japón es Takashi Murakami, cuyo grupo de artistas, Kaikai Kiki, es mundialmente conocida por su propio movimiento de arte producidas en serie, pero muy abstracto y único superflat, un surrealista, movimiento posmoderno, cuya inspiración viene sobre todo de anime y la cultura callejera japonesa, es sobre todo para los jóvenes en Japón, y ha hecho un gran impacto cultural. Algunos artistas de Japón, como Yoshitomo Nara, son famosas por su arte del grafiti de inspiración, y algunos, como Murakami, son famosos por plástico producidos en serie o figuritas polímero. Muchos artistas pop en Japón utilizan surrealista u obsceno, imágenes impactantes en su arte, tomado del hentai japonés. Este elemento de la técnica llama la atención de los espectadores jóvenes y viejos, y es muy sugerente, pero no se toma como ofensiva en Japón. Una metáfora común utilizada en el arte pop japonés es la inocencia y la vulnerabilidad de los niños y jóvenes. Artistas como Nara y Aya Takano los niños utilizan como materia en casi todos los de su arte. Mientras Nara crea escenas de ira o de rebelión a través de los niños, Takano comunica la inocencia de los niños al retratar chicas desnudas. 
Por otro lado, cabe a destacarla figura femenina de Yayoi Kusama como referente del arte pop fusionado con contenido autobiográfico, psicológico y sexual. Kusama también es una novelista y poeta publicada, y ha creado trabajos notables en filmes y diseño de moda. Retrospectivas de gran tamaño e importancia han sido expuestas en el Museo de Arte Moderno de Nueva York, el Museo Whitney de Arte Estadounidense, y el Tate Modern, mientras que en 2008 Christie's en Nueva York vendió una de sus obras en $5.1 millones de dólares, todo un récord. A pesar de esto, cuando en 1973 Kusama se mudó a Japón, se encontró una escena del arte mucho más conservadora que la de Nueva York. Es por eso que se convirtió en marchante de arte propio. Más adelante, en 1977, se internó de forma voluntaria en un hospital debido al padecimiento de algunos problemas psiquiátricos. Actualmente, aunque vive interna, sigue produciendo obras de arte en diferentes medios y lanzó su carrera literaria con la publicación de varias novelas, poesía y autobiografía.

## Países Bajos
Mientras que en Países Bajos no había movimiento Pop Art formal, hubo un grupo de artistas que pasó un tiempo en Nueva York durante los primeros años de Pop Art y se inspiró en el arte pop internacional. Los principales representantes del arte pop de los neerlandeses son Asselbergs Gustave, Woody Van Aamen, Daan van de Oro, Bentley Rik, Jan Cremer, Wim T. Schippers y Frenken Jacques. Tenían en común que se opusieron a la mentalidad de la pequeña burguesía neerlandesa por la creación de obras humorísticas con un tono grave. Los ejemplos incluyen Sexo en punto de Woody van Amén y Crucifijo / Meta de Jaques Frenken.

## El arte pop y los cómics
Son multitud las obras de arte pop basadas en historietas, algunas de estas obras son: Román Gubern destaca con Flash (1963), Richard Pettibone con Tricky Cad (1959), Jess Collins con Dick Tracy (1960), Andy Warhol con Good Morning, Darling (1964) y Roy Lichtenstein con As I Opened Fire (1964). Es asimismo conocida la relación entre el artista pop Allen Jones y el dibujante de cómics John Willie. Con los años, algunas historietistas serían influidas a su vez por el Pop-Art. Es el caso del belga Guy Peellaert, autor de obras como Jodelle (1966) y Pravda la Survireuse (1968).